# 상경도
상경도(上京道)는 요나라가 설치한 5도 중의 하나였다. 야율아보기가 거란을 통일한 뒤 거란이 거주하던 시라무렌 강유역에 설치되었다. 도의 중심지는 요나라의 수도이기도 한 상경 임황부였다.

## 행정구역

### 상경 임황부(上京 臨潢府)

발견된 상경성의 모습

바린좌기에 도성이 건설되었다. 요 태조가 천제산(天梯山), 몽국산(蒙國山), 별노산(別魯山)의 3개의 산의 기세를 위전에서 취하였다. 그리고 금착전(金齪箭)을 쏘아 이 기세를 깨닫고 용미궁(龍尾宮)이라고 칭했다. 이후 918년(신책 3년)에 도성을 건설하고 황도라고 칭했다. 938년(천현 13년)에 상경으로 이름을 짓고 임황부(臨潢府)라는 이명을 붙였다.
래류하(涞流河)가 도성의 서북에서 남쪽으로 흐른다. 또한 어하(御河), 사하(沙河), 황하(潢河), 압자하(鴨子河), 타노하(他魯河)가 이곳에 존재한다.
금나라가 요를 멸망시킨뒤에 북경으로 칭하였으나, 1214년, 몽골 제국의 공격으로 파괴되었다. 이후 한동안 잊혀졌다가 1912년에 재발굴되었고 1961년 전국중점문물보호단위로 지정되었다.
발견된 상경성은 북쪽의 내성과 남쪽의 외성으로 구성되어있었다. 본부는 10현을 통치했다. 이 현은 모두 외성내부에 있었다.
| 현명   | 한자   | 비고 |
| ------ | ------ | --- |
| 임황현 | 臨潢縣 | 거란이 생포한 연주(燕州)와 계주(薊州)의 포로들을 황수의 북쪽에 정착시켰다. 황수에 임하고 있어 이와 같은 현명을 붙였다. 땅은 파종하기에 좋을 정도로 비옥하다. 3,500호가 살았다.                                                    |
| 장태현 | 長泰縣 | 발해멸망직후 요태조가 발해 장평현(長平縣)의 주민들을 정착시켰다. 여기에 중국인이 일부 들어왔다. 4,000호가 살았다. |
| 정패현 | 定覇縣 | 부여부 강사현(强師縣)의 주민들을 중국인들과 함께 외성 서쪽에 정착시키고 땅을 분배하여 농사를 짓도록 했다. 990년(통화 8년) 제궁제할사(諸宮提轄司)의 주민들을 이곳에 정착시켰다. 장녕궁(長寧宮)에 소속되어있다. 2,000호를 거느렸다. |
| 보화현 | 保和縣 | 거란이 발해를 멸망시킬때 용주(龍州)를 격파한 뒤 부리현(富利縣)의 주민들을 도성의 남쪽에 이주시켰다. 990년 제궁제할사의 주민들을 정착시켰다. 창민궁(彰湣宮)에 예속되있었다. 4,000호를 거느렸다.                                    |
| 노현   | 潞縣   | 922년(천찬 원년)에 계주를 격파하고 노현(潞縣)의 주민들을 생포한 뒤 도성의 동쪽에 정착시켰다. 여기에 발해인들을 추가로 정착시켰다. 숭덕궁(崇德宮)에 소속시켰다. 3,000호를 거느렸다.                                                |
| 역속현 | 易俗縣 | 흥료국을 정복한뒤에 남은 유민들중 일부를 도성의 북쪽에 정착시키고 현을 설치했다. 이곳에서 또 거란에 대항한 이들을 도성내부에 정착시켰다.                                                                                          |
| 천료현 | 遷遼縣 | 흥료국을 정복한뒤에 남은 이들중 힘이 세고 영리한 이들을 뽑아 도성의 남쪽에 정착시켰다. 990년, 제궁제할사의 주민들을 정착시켰다. 창민궁에 소속되었다. 4,000호를 거느렸다.                                                          |
| 흥인현 | 興仁縣 | 1013년(개태 2년)에 설치했다. |
| 선화현 | 宣化縣 | 태조가 서경 압록부를 격파한 뒤 압록부 신화현(神化縣)의 주민들을 도성의 남쪽에 정착시켰다. 990년 제궁제할사의 주민들을 정착시켰다. 창민궁에 소속되었다. 4,000호를 거느렸다.                                                        |

### 조주 천성군(祖州 天成軍)
현재 바린좌기 석방자촌(石房子村)에 조주성을 두었다. 상급주로 절도사가 주의 민정을 맡았다.  본래 거란 우팔부(右八部) 세몰리(世沒里)의 땅이었다. 요태조가 이곳에서 가을에 사냥을 많이 한 결과로 처음에 서쪽누각을 세우기 시작하여 후에 조주성을 쌓았다. 요 황실의 조상인 야율누리사, 야율살랄덕, 야율균덕식, 야율살랄적이 태어난 곳라 이와 같은 이름을 지었다.  성동편에 성종전(聖蹤殿)이 있고 그곳에 태조의 사냥을 하면서 있었던 일을 기록한 비석이 있다. 성종전 동쪽에 누각이 있고 그곳에 거란의 창업을 기념하는 내용의 비석을 세워놓았다. 모두 주의 서쪽 5리거리에 있다. 천현연간에 요 태종이 설치했다. 홍의궁(弘義宮)에 속했다. 2현 1성을 통치했다.
| 현명/성명 | 한자   | 비고 |
| --------- | ------ | --- |
| 장패현    | 長覇縣 | 발해의 용주를 격파한 뒤 장평현(長平縣)의 주민들을 이곳에 정착시켰다. 2,000호의 주민들이 살았다.                                                           |
| 함녕현    | 咸寧縣 | 요양을 격파하고 장녕현(長寧縣)의 주민들을 이곳에 옮겨 설치했다. 1,000호의 주민들이 살았다.                                                                |
| 월왕성    | 越王城 | 태조의 숙부 야율실로가 서쪽으로 탕구트, 토욕혼을 격파한 뒤 그곳에서 생포한 주민들을 이곳에 옮겨 성을 세웠다. 주 동남쪽 20리거리에 있다. 1,000호가 살았다. |

### 회주 봉릉군(懷州 奉陵軍)
현재 바린우기의 치소가 있는 곳에서 동북으로 50리 떨어져 있는 곳에 있다. 상급주로 절도사가 주의 민정을 맡았다. 본래 당나라 귀성주(歸誠州)가 있던 땅이다. 요 태조가 장막을 옮겨 다니며 목축을 하던 곳이다. 천보연간에 부여부와 상경용천부를 격파하고 그곳에 살던 주민 일부를 생포해 이곳에 정착시켰다. 회동연간에 연주와 계주의 주민 일부를 또 생포하여 이곳에 정착시켰다. 요 태종이 사망하자 이곳에 있는 서산(西山)에 장사를 지내고 그의 무덤을 회릉(懷陵)이라 칭했다. 947년(대동 원년), 요 세종이 이를 받들어 주를 설치했다. 영흥궁(永興宮)에 속했으며 2현을 통치했다. 성문중 하나인 봉황문(鳳凰門)에 요  태종이 사냥을 하며 여우를 쫓는 그림을 그려놓았다. 요 목종또한 회릉 근처에 장사를 지냈다.
| 현명   | 한자   | 비고 |
| ------ | ------ | --- |
| 부여현 | 扶餘縣 | 용천부의 주민들과 부여현의 항복한 주민들을 이곳에 정착시켰고 요 세종이 현을 설치했다. 1,500호가 살았다.                   |
| 현리현 | 顯理縣 | 발해를 멸망시킨뒤 발해의 왕 대인선과 현리부의 주민들을 이곳으로 옮겼다. 요 세종때 현을 설치했다. 1,000호가 이곳에 살았다. |

### 경주 현녕군(慶州 玄寧軍)
바린 우기 숴보르가 소목(索博日嘎蘇木)에 치소를 두었다. 본래 대보산(大保山) 흑하(黑河)의 땅으로 지세가 험한 곳이다. 요 목종이 이곳에 성을 쌓고 흑하주(黑河州)라고 칭했다. 그리고 실무를 여러 대신들에게 맡기고 매년 이곳에서 사냥을 하며 놀았다. 결국 목종은 자신의 주방장에게 살해당했다. 이 땅은 거칠고 차가운 곳이므로 990년 주를 폐지하였다. 요 성종이 가을에 이곳에서 사냥을 하며 이곳의 기이한 산수를 좋아했으므로 경주(慶州)라 칭하며 주를 재건했다. 그가 죽고 요 흥종이 1031년(경복 원년)에 성종의 유지에 따라 이곳에 있는 영경릉(永慶陵)에 묻혔다. 망선전(望仙殿), 어용전(御容殿)이 있다. 성종의 묘를 지키기 위해 번인(蕃), 중국인 민호 3,000호를 이곳에정착시킨뒤 대내도총관사(大內都總管司)에 소속시켰다. 흑산(黑山), 적산(赤山), 대보산(大保山), 요 5대조인 야율 발돌(勃突)이 태어난 발돌산(勃突山), 노옹령(老翁嶺), 만두산(饅頭山), 흥국호(興國湖), 할실락(轄失濼), 흑하(黑河)가 있다.  흥성궁(興聖宮)에 속했으며 3현을 통치했다.
| 현명   | 한자   | 비고 |
| ------ | ------ | --- |
| 현덕현 | 玄德縣 | 흑산과 흑하가 있는 곳이다. 1031년 낙장(落帳)의 주민들을 모아 이곳에 정착시켰다. 6,000호가 살았다.                                                                  |
| 효안현 | 孝安縣 | |
| 부의현 | 富義縣 | 발해를 멸망시킨뒤 요 태종이 의주(義州)의 주민들을 이곳에 정착시켰다. 1032년(중희원년) 의풍현(義豊縣)으로 칭했다가 지금의 이름으로 돌아갔다. 홍의궁에 소속되있었다. |

### 장춘주 소양군(長春州 韶陽軍)
지린성 쑹위안 시 첸안 현 북부에 치소를 두었다. 하급주로 절도사가 주의 민정을 맡았다. 압자하가 있는데 봄에 사냥하던 땅이었다. 요 흥종이 1040년(중희 8년)에 주를 설치했다. 연경궁에 속했고 동북통군사가 주의 군정을 맡았다. 속현으로 장춘현 하나를 통치했다. 현에는 연주와 계주에서 유배로 들어온 범죄자 2,000호가 살고 있었다.
1115년, 금나라의 공격에 대비하기 위해 거란이 영강주로 보낸 병력들이 이곳을 경유하였다.

#### 춘주(春州)
요나라 말엽과 관련된 사료에서 자주 등장하는 주이다. 위의 장춘주와 연관이 있는 것으로 보인다. 싱안 맹의 투취안 현 투취안 진에 있었다. 천조제가 생여진과 아골타의 동향파악을 위해 이곳을 자주 방문했다.

### 오주 정안군(烏州 靜安軍)
지린성 쓰핑 시 솽랴오 시에 치소를 두었다. 자사가 주의 민정을 맡았다. 동호의 발상지가 있었는데, 후에 오환이 이곳을 자신들의 영역으로 삼았다.  요 북대왕(北大王) 야율발랄(撥剌)이 이곳을 차지해 목초지로 쓰고 있었으나 후에 중앙소속으로 들어왔다. 요하(遼河), 야하(夜河), 오환천(烏丸川), 오환산(烏丸山)이 있다. 속현으로 애민현(愛民縣)하나를 두었다. 이 현에는 발랄이 남쪽에서 생현포해 정착시킨 중국인 1,000호가 살고 있었다.

### 영주 영창군(永州 永昌軍)
웡뉴터 기에서 시라무렌강이 라오하 강이랑 합쳐지는 부분에 치소를 두었다. 관찰사가 주의 민정을 맡았다. 승천황후가 이곳을 개척했다. 요태조가 이곳에 남쪽누각을 두었다. 981년(건형 3년) 황자 한팔(韓八)의 묘쪽에 주를 설치했다. 동쪽의 황하(潢河)와 남쪽의 토하(土河, 라오하 강)이 이곳에서 합쳐진다. 겨울에 아장이 많아 말이 머무를 수 있었기 때문에 동날발(冬捺缽)이라고 이른다. 황하와 토하가 합해지는 목엽산이 있고 그 위에 거란 시조의 사당이 있다. 기수가한(奇首可汗)의 사당은 남쪽 사당에 있고, 가돈(可敦)의 것은 북쪽 사당에 있다. 흙으로 색칠한 2개의 성병팔자신상(聖並八子神像)이 있다. 창민궁에 소속되었고 3현을 통치했다.
| 현명   | 한자   | 대략적 위치                                 | 비고 |
| ------ | ------ | ------------------------------------------- | --- |
| 장녕현 | 長寧縣 | 웡뉴터 기 시라무렌강과 라오하 강의 합류지점 | 중경 현덕부에 장녕현이 있었다. 발해가 멸망한 뒤 이 현의 주민들을 이곳으로 옮겼다. 4,200호가 살았다. |
| 의풍현 | 義豊縣 |                                             | 철리부 의주(義州)의 주민들을 영주성 남루의 서북쪽에 정착시키고 의주를 설치했다. 1031년 주를 폐하고 현으로 격하시켰다. 주의 서북쪽 100리에 있다. 또한 상현(嘗縣)을 부의현으로 고쳐 태주로 이관시켰다. 1,400호가 살았다. |
| 자인현 | 慈仁縣 |                                             | 요 태조의 아들 야율 지살고(只撒古)가 죽자 그의 무덤 서쪽에 자주(慈州)를 설치했다. 1031년 자주를 폐하고 현으로 격하했다. 400호가 살았다.                                                                                |

### 의곤주 계성군(儀坤州 啓聖軍)
커스커텅 기 동남쪽에 있었다. 거란 우대부(右大部)의 땅이었다. 응천황후가 주를 건설했다. 그녀의 집안은 회흘나사(回鶻糯思)에서 살다가 4세손대 용아매리(容我梅裏)가 응천황후 술율씨(述律氏)를 낳아 요 태조에게 시집을 보냈다. 요 태조가 응천황후와 함께 대외원정을 떠나면서 생포한 많은 포로들을 귀장(歸帳)아래에 두었는데, 이를 속산(屬珊)이라고 했다. 이런 땅에다가 주를 설치했다. 주를 설치한 뒤 계성원(啟聖院)을 두고 중간에 이를 의녕전(儀寧殿)이라고 칭했다. 태조와 응천황후의 모습을 은으로 만든 상이 이곳에 있었다. 장녕궁에 소속되어있었다. 광의현(廣義縣)하나를 속현으로 두었다.
광의현은 본래 회흘부가 목초지로 쓰던 곳인데, 요 태조때 대외원정속에서 얻은 포로들을 이곳에 정착시키고 주현을 두었다. 990년 제궁제할사의 주민들을 이곳에 정착시켰다. 1005년(통화 22년)추가로 정착민이 들어왔다. 2,500호가 이곳에 살았다.

### 용화주 흥국군(龍化州 興國軍)
아오한 기의 시라무렌강 남쪽에 있었다. 하급주로 절도사가 주의 민정을 맡았다. 거란의 시조 가수가한이 이곳에서 자신을 용정(龍庭)이라 칭했다. 요 태조가 동쪽누각을 세웠다. 902년(당나라 천복 2년), 태조는 철렬륵부(叠烈部) 이리근(夷離堇)이라는 칭호를 얻고, 대북(代北)을 격파했다. 그곳에서 생포한 주민들을 이곳에 정착시켜 성을 쌓았다. 명년(明年)에 숙여진을 정벌하고 수백여호의 포로들을 이곳에 정착시켰다. 창민궁에 소속되었다. 북여진병마사(北女眞兵馬司)가 이곳의 군정을 맡았다. 용화현(龍化縣)을 속현으로 두었는데, 이현에는 숙여진, 연주, 계주에서 강제이주당한 주민들이 성을 쌓고 그 성읍에서 살고 있었다. 2,000호가 살았다.

### 강성주 개국군(降聖州 開國軍)
아오한 마니한향(瑪尼罕鄕)에 치소를 두었다. 기하급주로 자사가 주의 민정을 맡았다. 본래 대부락동루(大部落東樓)의 땅이었다. 태조가 매년 봄에 이곳에서 자주 말이 머무르도록 했다. 응천황후가 이곳에서 태몽을 꾸고 요 태종을 낳았다.  요 목종이 주를 설치했다. 사방 30리에서의 벌목, 목축등을 금하였다. 본래 연창궁에 소속되었다가 후에 창민궁으로 소속을 옮겼다. 영안현(永安縣)을 속현으로 두었다. 이 현은 동경 용원부 회주(懷州)에 있던 동명의 현을 폐지하고 그곳에 살던 주민들을 이곳에 정착시켜 설치했다. 800호의 주민들이 살았다.

### 요주 광의군(饒州 匡義軍)
중급주로 절도가 주의 민정을 맡았다. 야율아보기가 폐허가 되었던 요악도독부의 옛 보루를 수리하며 주성이 만들어졌다. 주의 주민은 발해와의 전쟁에서 잡아온 발해인 포로들을 정착시켜 채웠다고 한다. 황하(潢河), 장수락(長水濼), 몰타하(沒打河), 청산(靑山), 대복산(大福山), 송산(松山)이 있다. 연경궁에 속했다. 3현을 통치했다.
천경5년(1115년) 2월 13일, 발해유민 고욕(古欲)이 이지역에서 반란을 일으켰다. 이들은 거란이 보낸 진압군의 장교 소사불유(蕭謝佛留), 소도소알(蕭陶蘇斡)을 패퇴시켰으나, 도소알(陶蘇斡)과의 전쟁에서 패배하여 동년 6월에 진압되었다.
| 현명   | 한자   | 대략적 위치                                           | 인구    | 비고 |
| ------ | ------ | ----------------------------------------------------- | ------- | --- |
| 장악현 | 長樂縣 | 린시현 쌍정점향(雙井店鄕) 서영조구촌(西英桃溝村) 동쪽 | 4,000호 | 주의 치소가 있다. 발해 요성현(遼城縣)의 주민들을 이곳으로 이주시켜 설치되었다. 전체 주민중 1,000호가 철을 생산 및 제련하여 공납으로 바쳤다. |
| 임하현 | 臨河縣 | 린시 현 동남 61리 쌍정점향                            | 1,000호 | 발해멸망이후 요 태종이 풍영현(豊永縣)의 주민들을 황수 계곡에 정착시켜 설치되었다.                                                           |
| 안민현 | 安民縣 | 커스커텅 기 동부 토성자진(土城子鎭)                   | 1,000호 | 요 태종이 발해 여러지역의 주민들을 이곳에 정착시켰다.                                                                                       |

### 두하군주(頭下軍州)
두하군주참조.

### 변방성(邊防城)
요나라가 실위를 정복한 이후 현재 몽골지역을 통치하기 위해 설치한 행정구역들이다.

#### 정주(靜州)
우란호트시 북쪽 우란호트진(乌兰哈达镇)에 있었다. 관찰사가 주의 민정을 맡았다. 본래 태주(泰州)에 있던 금산이었지만 1116년(천경 6년)에 설치했다.

#### 진주 건안군(鎭州 建安軍)
몽골 볼간주의 툴강(Tuul)과 오르홍강이 만나는 지역에 있었다. 절도사가 주의 민정을 맡았다. 본래 옛 가돈성(可敦城)이 있던 곳이다. 1004년(통화 22년)에 황태후의 조언을 받아들여 설치했다.  실위와 우궐(羽厥)을 방어하기 위해 여러민족에서 뽑은 2만명의 기병을 이곳에 주둔시켰다. 그러나 그들을 공격했음에도 불구하고 추이(抽移)를 얻지 못했다. 유배로 들어온 발해인, 여진족, 중국인 700여호가 살았는데, 이들은 방주(防州, 진주 약간 동남쪽 툴강 근처)와 유주(維州, 진주 약간 서쪽에 있다.)에 나눠 살았다. 동남쪽으로 상경까지 3,000여리거리로 떨어져 있었다.

#### 하동성(河董城)
처이발상 서쪽에 있었다. 본래 회흘의 가돈성(可敦城)인데 말이 잘못 전해져 하동성(河董城)이 되었다. 오랜시간동안 버려졌다가 요가 이를 완전히 복구하여 변방을 안정시켰다. 고주(高州)경계에 살고 있는 여진족들이 약탈을 일삼던 이유로, 이들을 이곳으로 이주시켰다. 동남으로 상경까지 1,700리이다.

#### 정변성(靜邊城)
만저우리시너머에 있는 자바이칼 지방 자바이칼스키 지방에 있었다. 거란 20여부족이 물과 풀을 얻던 곳이다. 북쪽에 이웃한 우궐이 자주 약탈을 했기에 성을 쌓고 1,000여명의 기병을 주둔시켰다. 동남으로 상경까지 1,500리이다.

#### 피피하성(皮被河城)
북쪽 변방에 위기가 생기자 500명의 군인들을 이곳에 주둔시켰다. 피피하(皮被河)가 회흘의 북쪽에서 나와 동남으로 우궐을 지나 여구하(臚朐河)로 들어간다. 하동성 북쪽근처를 흐르며, 동쪽에서 타록하(沱漉河)와 합쳐져 바다로 들어간다. 남쪽으로 상경까지 1,500리이다.

#### 초주 수원군(招州 綏遠軍)
몽골 아르항가이주 남쪽 부귀성(富貴城)에 있었다. 자사를 두었다. 1014년(개태 3년)여진족을 이곳에 이주시켜 설치했다. 서북로초토사(西北路招討司)가 주의 군정을 맡았다. 금나라가 세워진 뒤 케레이트부가 이곳을 차지했다.

#### 탑라주성(塔懶主城)
피피하성 서쪽 근처에 있었다. 1083년(대강 9년)에 설치했다. 여구하가 있다.